# Az Eurowings úti céljai
Az Eurowings 2022 augusztusában számos célállomást szolgált ki Afrikában, Ázsiában és Európában.
2015 októberében az Eurowings elkezdte a korábban a Germanwings által kínált célállomás kiszolgálását. 2021 elején a légitársaság kivette hálózatából az összes hosszú távú célállomását, amelyeket Düsseldorfból, Münchenből és Frankfurtból szolgált ki. Ezzel egy időben az anyavállalat Lufthansa bejelentette egy új hosszú távú járatokat üzemeltető légitársaság, az Eurowings Discover megalapítását.

## Fordítás
- Ez a szócikk részben vagy egészben  a   List of Eurowings destinations című angol Wikipédia-szócikk ezen változatának fordításán alapul.  Az eredeti cikk szerkesztőit annak laptörténete sorolja fel. Ez a jelzés csupán a megfogalmazás eredetét és a szerzői jogokat jelzi, nem szolgál a cikkben szereplő információk forrásmegjelöléseként.